# Violon et Verre
Violon et Verre est un tableau réalisé par Juan Gris en 1913. Cette huile sur toile est une nature morte cubiste représentant un verre et un violon. Elle est conservée au musée national d'Art moderne, à Paris.

## Expositions
- Le Cubisme, Centre national d'art et de culture Georges-Pompidou, Paris, 2018-2019.